# Medienstandard Druck
Der Medienstandard Druck enthält Anleitungen, wie Daten und Prüfdrucke (Proofs) beschaffen sein müssen, die an eine Druckerei gehen sollen. Er basiert auf dem Prozessstandard Offsetdruck und damit auf den ISO-Normen ISO 12647 und ISO 15930. Er ist damit Grundlage für eine reibungsarme Zusammenarbeit zwischen Auftraggeber, Vorstufendienstleister und Druckerei bei der Medienproduktion: Datenformate, Farbformate, Druckbedingungen, Arbeitsabläufe, Prüfmittel, Standards, Schwarzaufbaus u. v. a. m.
Als Druckbedingungen sind nur solche aus ISO 12647-2 bis -6 zugelassen. Als Datenformate sollen nur PDF-Dateien (bevorzugt PDF/X-4 oder PDF/X-1a) und TIFFs, für den Datenaustausch einzelner Bilder, abgeliefert werden. Offene Dateien sind zu vermeiden. ICC-Profile bei medienneutralen Daten und der Referenzdruckbedingung müssen eingebettet oder dem Empfänger zur Verfügung gestellt werden.
Ein Proof nach Medienstandard Druck muss enthalten: Den FOGRA-Medienkeil, Messprotokoll, verwendete Farbprofile, Zeit und Datum des Proofs. Der Druck des Medienkeils sollte ausgemessen sein. Die Farbmessung wird nach ISO 13655:2009 im Messmodus M1 auf weißer Unterlage durchgeführt, die visuelle Beurteilung des Proofs einschließlich sein Vergleich mit Druckexemplaren erfolgt unter Normlicht gemäß ISO 3664:2009 (bestätigt 2015).
Der Medienstandard Druck schlägt drei mögliche Workflows vor: einen „medienneutralen“, einen „medienspezifischen“ und einen „medienspezifisch-klassischen“. Der medienneutrale Workflow (RGB-Farben, Lab-Farben usw.; PDF/X-3) bietet Vorteile, wenn noch nicht feststeht, auf welcher Maschine gedruckt werden soll, Schwarzaufbauten können so flexibel angepasst werden. Nachteil des „medienneutralen“ Workflows ist eine gewisse Unsicherheit in der Wiedergabe, da die Farbraumtransformation mit dem nicht normierten perzeptiven Rendering intent erfolgen soll, was sich in der Praxis jedoch als kaum relevant herausgestellt hat. Der mediengebundene Workflow (CMYK und Sonderfarben; PDF/X-1a) bietet eine gewisse Sicherheit in der Produktion, insbesondere gegen unerwartete Konvertierungen (RGB-Schwarz in Vektorelementen zu CMYK-Tiefschwarz). Unter Fachleuten ist derzeit umstritten, welcher Variante derzeit der Vorzug zu geben ist. Mit zunehmender Erfahrung wird sich die Mehrheit der Anwender auf den im Designprozess mit erheblich geringerem Aufwand verbundenen medienneutralen Workflow orientieren; die Frage bleibt, wie schnell sich dieser Wandel vollzieht.

## Bedeutende Änderungen in der Edition 2016
Die achte Edition, erschienen im August 2016, löst die Edition 2010 ab und begleitet unter anderem die Umstellung auf die 2013 neu definierten Standard-Druckbedingungen für den Offsetdruck, die erstmals die Wirkung optischer Aufheller berücksichtigen und somit die Produktion auf ein neues Qualitätslevel heben. Zu diesem Zweck sind alte bzw. bis auf weiteres gültige Druckbedingungen parallel zu den neuen aufgelistet. Ausführlicher als früher wird auf den Normteil 7 (Prüfdrucke) der ISO 12647 eingegangen, für den im Oktober 2016 die Anwendung der Farbabstandsformel CIEDE2000 obligatorisch wurde. Mit der Änderung der Farbabstandsformel, die eine bessere Beschreibung der visuellen Gleichabständigkeit des Farbraums darstellt, ändern sich auch die gewohnten Zahlenwerte der Sollwerte und Toleranzen; der praktische Spielraum bleibt aber weitgehend derselbe.
Die Beschreibung der Standard-Druckbedingungen für die verschiedenen Druckverfahren Offsetdruck, Tiefdruck, Flexodruck, Zeitungsdruck und Siebdruck wurde um fünf typische Digitaldruck-Anwendungsfälle erweitert.
Mit dem Verweis auf ISO 15937 nimmt der Medienstandard Druck erstmals Bezug auf eine Norm, die wichtige Kenngrößen von Bedruckstoffen auf Papierbasis zusammenfasst. Viele Jahre war die vereinheitlichte Auflistung und Weitergabe von Papierparametern vernachlässigt worden. Die 2014 verabschiedete Norm sollte für die professionelle Kommunikation in der Druckproduktplanung weiter verbreitet sein bzw. unentbehrlich werden.
Neu ist auch das Erscheinungsbild des Medienstandard Druck. Der zeitgemäßen Verfügbarkeit mobiler Endgeräte Rechnung tragend, wurde das 78 Seiten umfassende PDF-Dokument bildschirmgerecht im Querformat angelegt, und interne Sprungadressen erleichtern die Navigation im Dokument. Zur Vertiefung der Inhalte wird erstmals auf die entsprechenden Kapitel im Prozessstandard Offsetdruck bzw. seine im Juli 2016 publizierte Revision 2016 verwiesen.

## Aktuelle Ergänzungen in der Edition 2018
Die Edition 2018 bringt die Edition 2016 auf den aktuellen Stand der laufenden Normungsprozesse.
Alle neuen ICC-Profile, und zwar der insbesondere für den großformatigen Digitaldruck geeignete Arbeits- und Austauschfarbraum „eciCMYK“ (Fogra53), das Heatset-Rollenoffsetdruck-Profil „PSO SC-B Paper v3“ (Fogra54) und das neue „ProcessStandard Rotogravure“-Set für den Illustrations-Tiefdruck, basieren erstmals durchgängig auf dem M1-Messmodus, der die optischen Aufheller im Papier berücksichtigt. Mit der Revision 2017 der Farbmessgeräte-Norm ISO 13655 wurden die Angaben zu den Messmodi M0 und M1 sowie für die weiße Messunterlage präzisiert.
Im Bereich Kommunikation und Druck von Sonderfarben wird nunmehr das Arbeiten mit Farbraumerweiterungen (Multicolor-Druck) und Duplex-Anwendungen (Duotone) einfacher, indem sich gerasterte Sonderfarbenseparationen auf standardisierter Grundlage erstellen lassen. So werden die Normen ISO 17972-4 („CxF/X-4“: Erzeugung und Austausch von Spektral- und CIELAB-Farbdaten) und ISO 20654 („SCTV“: Ermittlung linearer Tonwertkurven aus CxF/X-4-Daten) in immer mehr Farbmessgeräten implementiert. Proof und Auflagendruck können zudem mit dem Fogra-Medienkeil in vier MultiColor-Versionen besser kontrolliert werden.
Außerdem wurde die Übersicht über typische Digitaldruckanwendungen um das Szenario „PDF/X für variable Inhalte“ gemäß ISO 16612-2 „PDF/VT“ und ISO 16613-1 „PDF/VCR-1“ ergänzt.